# Hypotrachyna evansii
Hypotrachyna evansii är en lavart som beskrevs av M. D. E. Knox. Hypotrachyna evansii ingår i släktet Hypotrachyna och familjen Parmeliaceae.   Inga underarter finns listade i Catalogue of Life.